# Ломагин, Никита Андреевич
Ники́та Андре́евич Лома́гин (род. 4 июня 1964) — российский историк, специалист в области международных отношений, российской внешней политики и энергетической безопасности, один из ведущих исследователей истории блокады Ленинграда. Доктор исторических наук, профессор. Профессор Факультета политических наук и социологии Европейского университета в Санкт-Петербурге. Выступал с лекциями о блокадном времени в Кембриджском и Гарвардском университетах, а также в других учебных заведениях США. Автор более 100 работ (более 10 монографий, учебников, учебных пособий), опубликованных в том числе в США и Великобритании.

## Биография
В 1986 году окончил исторический факультет ЛГУ имени А. А. Жданова.
В 1989 году в ЛГУ имени А. А. Жданова защитил диссертацию на соискание учёной степени кандидата исторических наук по теме «Борьба Коммунистической партии с немецкой пропагандой в период битвы за Ленинград. 1941—1944 (На материалах Ленинградской партийной организации, политорганов Ленфронта и Краснознамённого Балтийского Флота».
В 1990—1992 годах — сотрудник Управления внешних связей СПБНЦ РАН.
В 1994—1999 года — старший преподаватель, доцент кафедры мировой политики факультета международных отношений СПбГУ.
В 1997 году — окончил юридический факультет СПбГУ.
С 1999 года по настоящее время — доцент, профессор кафедры мировой экономики экономического факультета СПбГУ.
С 2001 года по настоящее время — профессор Европейского университета в Санкт-Петербурге.
В 2005 году в Санкт-Петербургском институте истории РАН защитил диссертацию на соискание учёной степени доктора исторических наук по теме «Политический контроль и негативные настроения ленинградцев в период Великой Отечественной войны» (специальность 07.00.02 — Отечественная история). Официальные оппоненты — доктор исторических наук В. М. Ковальчук, доктор исторических наук, профессор Г. Л. Соболев и доктор исторических наук, профессор В. С. Измозик. Ведущая организация — Поморский государственный университет имени М. В. Ломоносова.
В 2016 году был официальным оппонентом по защите докторской диссертации Кирилла Александрова (степень была присуждена, но позднее решение о присуждении было отменено).
Участвует в работе музея Обороны и Блокады Ленинграда, выступает за создание отдельного института, который бы занимался изучением и увековечением памяти о Блокаде опираясь на аналогичный опыт Международного института исследований Холокоста.
В 2019 году Никита Ломагин принял участие в съемках документального фильма-расследования «Архитектура блокады», посвященного маскировке Ленинграда в годы Великой Отечественной войны. Главными героями фильма стали ленинградские архитекторы, оставшиеся в городе во время блокады. Премьера фильма состоялась в петербургском киноцентре «Дом кино» 27 января 2020 года — в День полного освобождения Ленинграда от фашистской блокады.

## Научные труды

### Монографии
- Ломагин Н. А. Международные организации: теория и практика деятельности. СПб: СПбГУ, 2000 (монография)
- Ломагин Н. А. Неизвестная блокада (в двух книгах): М.-СПб, Нева, 2002.
- Ломагин Н. А. План «Д». Т.1. СПб., 2005 (составитель).
- Ломагин Н. А. Ленинград в блокаде. М., 2005 (перевод на английский язык — Bidlack Richard, Lomagin Nikita. The Leningrad Blockade, 1941—1944: A new documentary History from the Soviet Archives. New Haven & London: Yale University Press, 2012. 486 P.)
- Ломагин Н. А. В тисках голода. Блокада Ленинграда в документах германских спецслужб, НКВД и письмах ленинградцев. СПб: Аврора-дизайн, 2014. 360 с.

### Учебники и учебные пособия
- Лисицын Н. Е., Ломагин Н. А., Погорлецкий А. И., Сутырин С. Ф., Шеров-Игнатьев В. Г. Мировая экономика и международные экономические отношения: Учебное пособие/ Под ред. С. Ф. Сутырина, А. И. Погорлецкого. Москва: Эксмо, 2010.
- Введение в международный менеджмент. Институциональная перспектива. Учебник. СПб: Европейский Дом, 2012. 507 с. (Перевод с немецкого языка и научная редактура совместно с Н. В. Пахомовой)

### Статьи
- Ломагин Н. А. Россия в системе регулирования мирохозяйственных связей: от (само)изоляции к председательству в G20 // Вестник Санкт-Петербургского университета. Серия 5. Вып. 1. 2014. Март. Экономика. С. 71-90.
- Ломагин Н. А. «Газпром»: ответы на вызовы мирового экономического кризиса // Записки Горного Института. Том 194. Современные проблемы развития минерально-сырьевого комплекса: геология и экономика. СПб, 2011. С. 276—285.
- Ломагин Н. А. Сутырин С. Ф. In Search of a Global Energy Security Model // Трансформация глобального управления: финансовые, торговые и теоретические аспекты. Материалы международной конференции. КНР, Шанхай, 1 июня 2010 г. — Санкт-Петербург — Шанхай, 2011. P. 111—121.
- Ломагин Н. А. Международная торговля и проблемы развития. В кн.: ВТО: механизм взаимодействия национальных экономик. Угрозы и возможности выхода на международный рынок, Под ред. С. Ф. Сутырина. М.: Эксмо, 2008, с. 59-81.
- Ломагин Н. А. Взаимодействие ВТО с другими международными организациями. // ВТО: механизм взаимодействия национальных экономик. М.: Эксмо, 2008. С. 82-112.
- Ломагин Н. А. Членство России в «восьмерке» как возвращение субъектности во внешней политике // Homo Esperans. 2006. № 2.
- Ломагин Н. А. Проблемы реформирования Всемирного банка // Вестник Санкт-Петербургского университета. Серия 5: Экономика. 2006. Вып. 4.
- Ломагин Н. А. Организация Объединённых Наций и проблема бедности на рубеже XX—XXI вв. // Актуальные проблемы развития мирохозяйственных связей. СПб., 2006.
- Ломагин Н. А. Россия и международные организации: размышления с оглядкой на китайский опыт // Китай и Россия в мировой экономике. Шанхай, 2006.
- Ломагин Н. А. Политический контроль и настроения населения Ленинграда в 1943—1945 гг. // История России: исследования и размышления. Сборник статей к 90-летию со дня рождения доктора исторических наук, заслуженного деятеля науки Российской Федерации Валентина Михайловича Ковальчука. СПб., 2006.
- Ломагин Н. А. Дискуссии о сталинизме и настроения населения в период блокады Ленинграда: историография проблемы. // Память о блокаде: свидетельства очевидцев и историческое сознание общества: материалы и исследования. М., 2006. Опубликовано на сайте Полит.ру
- Ломагин Н. А. Политический контроль в Ленинграде накануне Великой Отечественной войны // Вестник Поморского университета. 2005. № 2 (8).
- Ломагин Н. А. Управление НКВД по Ленинградской области при осуществлении политического контроля в период битвы за Ленинград // Вестник Санкт-Петербургского университета. Серия 2. 2005. Вып.1.
- Ломагин Н. А. Немецкие документы о боях на подступах к городу и о положении в блокированном Ленинграде // Нестор. 2005. № 5.
- Ломагин Н. А. Международная миграция рабочей силы. // Мировая экономика и международные экономические отношения. СПб., 2005.

на других языках
- Lomagin Nikita. Russia’s CIS Policy and Economic and Political Transformations in Eurasia. // Shifting Priorities in Russia’s Foreign and Security Policy, Ashgate, 2014. pp. 115–140.
- Lomagin Nikita. Interest Groups in Russian Foreign Policy: The invisible hand of the Russian Orthodox Church // International Politics, 2012. Vol. 49, № 4. pp. 498–516.
- Lomagin Nikita. Medvedev’s European Security Treaty Proposal: Building a Euro-Atlantic Security Community? // Russia and European Security. Ed. by Roger E. Kanet and Maria Raquel Freire. Dordrecht, The Netherlands: Republic of Letters Press, 2012. pp. 225–260.
- Lomagin Nikita Interest Groups in Russian Foreign Policy: The invisible hand of the Russian Orthodox Church // International Politics, 2012. Vol. 49, № 4. pp. 498–516.
- Lomagin Nikita. Health and Globalization: A Case study of Russia’s Response to the HIV/AIDS. In: Russia’s Encounter with Globalization. Elana Rowe and Julie Wilhelmson (editors). Palgrave Macmillan, 2011.
- Lomagin Nikita. Fälschung and Wahrheit. Die Blockade in der russischen Historriographie. In: Die Leningrader Blockade. Der Krieg, die Stadt and der Tod. // Berliner Osteuropa Info. (Informations dienst des Ost-Europa Instituts der Freien Universität Berlin, 2011. Vol. 61. Jahrgang, № 8-9/August-September 2011. pp. 23–49.
- Lomagin Nikita. Russia’s Environmental Policy in the Baltic Sea // RUSSIAN REGIONAL BUSINESS REVIEW, 2010. № 1/2010. pp. 15–16.
- Lomagin Nikita.The Russian Perception of Europe and Its Implications for Russia EU Relations//A Resurgent Russia and the West: The European Union, NATO and Beyond/Ed.Roger E. Kanet. The Netherlands/USA: Republic of Letters Publishing, 2009. 240 p. pp. 55–70.
- Lomagin Nikita. The Soviet Union in the Second World War // A Companion to Russian History / Ed. A. Gleason. Great Britain: Wiley-Blackwell, — 2009. — 586 p. pp. 386–413.
- Lomagin Nikita. Competitiveness of the Russian Economy during the World Economic Crisis // Crises and Sustainable business in Central and Eastern Europe: Crises and Sustainable business in Central and Eastern Europe: Haniel-Seminar Discussion Paper. Ed. K. Richter, A. Klebe — Frankfurt , Oder, 2009. Vol. Discussion Paper № 282. 128 p. pp. 32–55.
- Lomagin Nikita.Russia’s Perception of the Arctic // Seeking Balance in a Changing World: The Proceedings from the 5th NRF Open Assembly. Iceland, 2009.
- Lomagin Nikita and Sergey Sutyrin. International Economic Organizations in the System of Global Governance: Challenges and Prospects // Osaka City University Economic Review, 2009. Vol. 44, № 1. pp. 23–35.
- Lomagin Nikita. Polittinen kontrolli Leningradissa vuonna 1941. // Idntutkimus. 2005. No.1.
- Lomagin Nikita.Forming a New Security Identity in Modern Russia. // Hedenskog J., Konnander V., Nygren B., Olberg I. and Pursianen Ch. (eds.). Russia as a Great Power. Dimensions of Security Under Putin. RoutledgeCurzon, 2005.